# Streptocalypta lorentziana
Streptocalypta lorentziana là một loài Rêu trong họ Pottiaceae. Loài này được Müll. Hal. miêu tả khoa học đầu tiên năm 1879.